# Malarstwo tablicowe

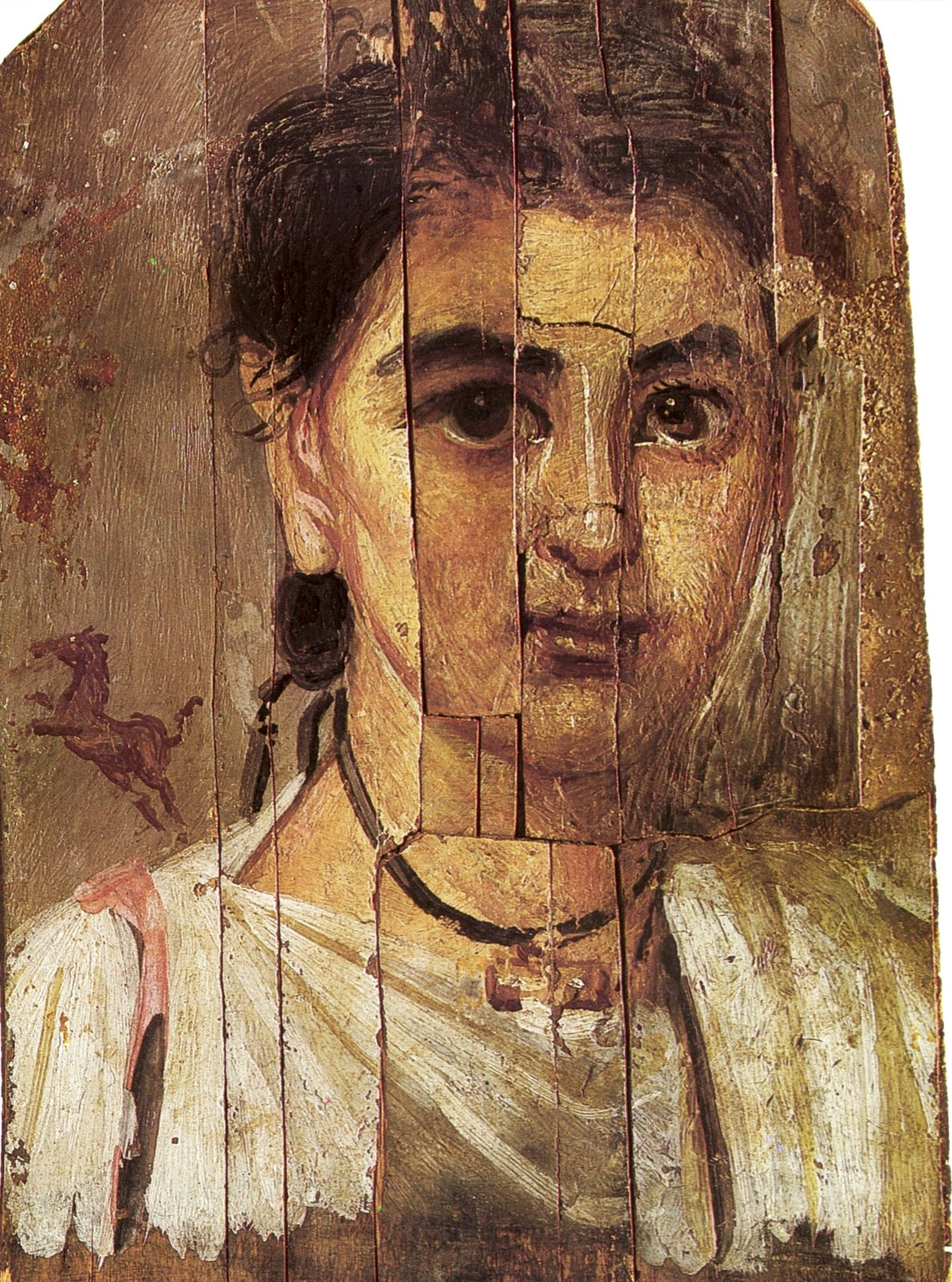
Przykład malarstwa tablicowego: Portret chłopca z Fajum (portrety fajumskie), druga połowa II wieku, Muzeum Narodowe w Warszawie

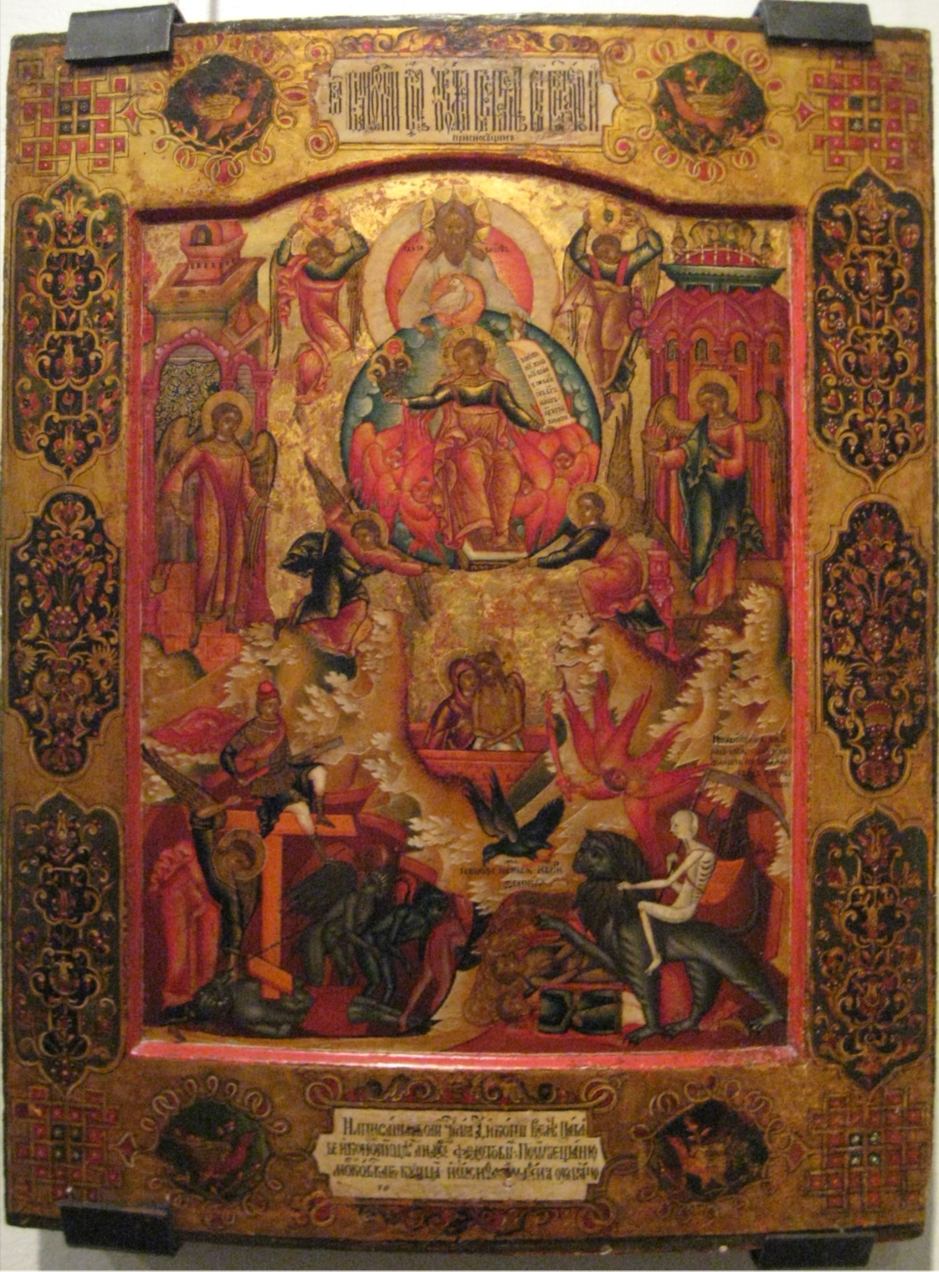
ikona - przykład malarstwa tablicowego

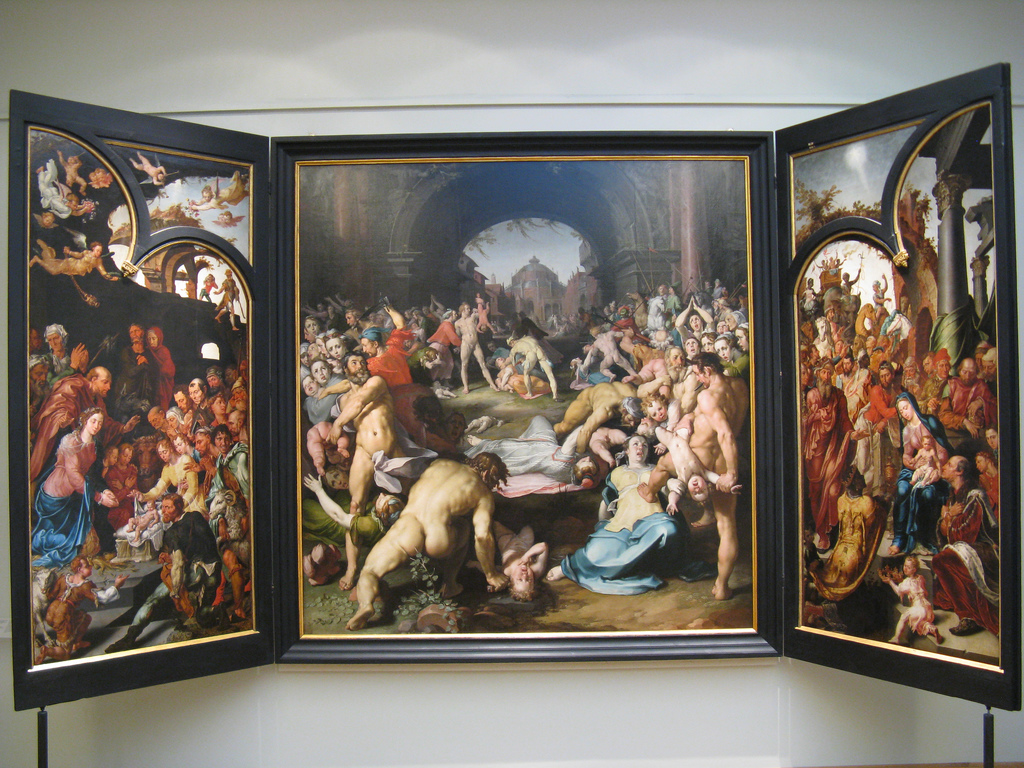
Rzeź niewiniątek Cornelisa van Haarlema – tablicowe malarstwo ołtarzowe

Malarstwo tablicowe – malarstwo, w którym w odróżnieniu od monumentalnego malarstwa ściennego lub witrażu, jako podobrazie wykorzystuje się drewnianą deskę albo płytę z innego materiału takiego jak ceramika, metal, kość słoniowa itp.

## Historia
Wywodzi się ze sztuki greckiej, gdzie określane jako pinax (gr.; l.mn. pinakes) stanowiło malowidła na płytkach drewnianych, marmurowych, z wypalonej gliny  bądź brązowych. 
Pinakes miały formę drewnianych, terakotowych lub kamiennych tabliczek z przedstawieniami malarskimi lub mieszanymi (rzeźbiarsko-malarskimi, z wkomponowanymi reliefami). Były one składane w świątyniach jako dary dla bogów. Z czasem stanowiły tam pewnego rodzaju zbiory. Stąd też zbiory malarstwa  nazywane są często Pinakotekami.
Termin malarstwo tablicowe najczęściej odnosimy do sakralnej sztuki średniowiecza, kiedy to (od około XII wieku) osiągnęło ono swoją doskonałość technologiczną. Widoczne jest to zwłaszcza w bizantyjskich, a później ruskich ikonach. Około XVI wieku zaczęto stosować napięte, usztywnione płótno jako podobrazie. Malarstwo na płótnie niektórzy historycy sztuki zaliczają także do malarstwa tablicowego.
Rozwojowi malarstwa tablicowego na zachodzie Europy sprzyjały głównie potrzeby religijne, a przede wszystkim rozwój architektury nastaw ołtarzowych, których zadaniem było przedstawianie motywów religijnych na ołtarzu.
Podczas gdy na północ od Alp malarstwo tablicowe rozwijało się dalej, i zyskiwało na samodzielności, we Włoszech nadal najważniejszym pozostawało malarstwo ścienne. 
Od czasów Renesansu malarstwo tablicowe stało się niezależne od przedstawień ołtarzowych i jest samodzielnym przedmiotem sztuki.
Płaszczyzna malarska w malarstwie tablicowym jest z reguły najpierw gruntowana, następnie podmalowywana i po realizacji malowidła zabezpieczana werniksem.
Najczęstszymi technikami malarskimi są tempera i olej.

## Literatura
- Uwe Albrecht (Hrsg.): Corpus der mittelalterlichen Holzskulptur und Tafelmalerei in Schleswig-Holstein. Band 2: Hansestadt Lübeck. Die Kirchen der Stadt, Verlag Ludwig, Kiel 2009, ISBN 978-3-933598-76-9
- Knut Nicolaus: DuMonts Handbuch der Gemäldekunde. DuMont Literatur und Kunstverlag, Köln 2003, ISBN 3-8321-7288-2.
- Knut Nicolaus: DuMonts Bildlexikon zur Gemäldebestimmung. DuMont Buchverlag, Köln 1982, ISBN 3-7701-1243-1.